# Журин, Николай Иванович (горный инженер)
Николай Иванович Журин (1841?—1891) — русский горный инженер, начальник Алтайского горного округа; действительный статский советник.

## Биография
Родился в московской мещанской семье в 1841 году (также указывается 1836 год). С золотой медалью окончил реальную гимназию и на него обратил внимание московский меценат В. А. Кокорев, который отправил Журина в числе нескольких способных молодых людей во Францию. В течение двух лет он слушал публичные лекции в Парижской политехнической школе. Затем Кокорев прекратил выплату стипендий и Журин в поисках работы переехал в Бельгию, где работал на машиностроительном заводе. Там он познакомился с главноуправляющим заводами на Урале.
В 1864 году вернулся в Россию и поступил вольнослушателем сразу на 3-й курс Горного института, который спустя два года окончил с золотой медалью. С 1866 года служил горным инженером на Кизеловском металлургическом заводе, затем — на Уральских заводах, а с 1873 года — на Пермских пушечных заводах. В 1877 году он был назначен начальником Гороблагодатского горного округа.
В 1882 году на Всероссийской промышленной выставке продукция заводов округа была отмечена высшими наградами и 18 февраля 1883 года он был назначен начальником Алтайского горного округа. Журин начал реконструкцию горных заводов с модернизацией техники горнозаводского производства. Сереброплавильное производство на Гавриловском заводе и действие ваграночной печи на Гурьевском заводе, управляющим которым он назначил своего брата А. И. Журина, были переведены на каменный уголь Кольчугинского рудника.
С именем Н. И. Журина связано создание «Общества попечения о начальном образовании в Барнауле» (1884) и «Общества любителей исследования Алтая» (1891), советы которых он возглавлял. Журин поощрял общественную и научную деятельность политссыльных и поднадзорных.
В 1885 году произведён в действительные статские советники. В 1887 году получил орден Св. Владимира 4-й степени и род Журиных был внесён в III часть дворянской родословной книги Московской губернии.
Внезапно умер 31 декабря 1891 года[по какому календарю?] в Барнауле; был похоронен на Нагорном кладбище.
Внёс большой вклад в открытие и развитие первой шахты Кольчугинского рудника «Успех». Его именем назвали одну из первых шахт рудника — «Журинские штольни» (1895—1925), один из первых угольных пластов Кольчугинского рудника — Журинский. И уже от названия угольного пласта пошли названия еще ряда шахт: «Журинка-3», расположенная непосредственно у железнодорожной станции, была заложена в марте 1930 года, в 1959 году к шахте присоединили в качестве 2-го района «Журинку-4», построенную десятью годами ранее.
Был женат на Наталье Ильиничне Любимовой. У них было шестеро детей: Наталия (18.11.1871—?), Николай (04.06.1873—?), Владимир (04.08.1874—?), Юлия (09.05.1876—?), Михаил (09.08.1878—?), Борис (19.06.1880—?). Владимир Николаевич Журин окончил Горный институт в 1898 году, в 1910 году состоял в Главном горном управлении с откомандированием в распоряжение администрации по делам Российского золотопромышленного общества. Михаил Николаевич Журин также окончил Горный институт в 1911 году, в 1915 году состоял прикомандированным к Отделу испытаний и освидетельствования заказов в Министерстве путей сообщения.